# Mycetophila punctipennis
Mycetophila punctipennis är en tvåvingeart som först beskrevs av Hermann Friedrich Stannius 1831.  Mycetophila punctipennis ingår i släktet Mycetophila och familjen svampmyggor. Inga underarter finns listade i Catalogue of Life.